# Francesco Passaro
Francesco Passaro (ur. 7 stycznia 2001 w Perugii) – włoski tenisista.

## Kariera tenisowa
W karierze zwyciężył w jednym turnieju cyklu ATP Challenger Tour. Ponadto wygrał trzy singlowe oraz trzy deblowe turnieje rangi ITF.
W 2022 roku podczas igrzysk śródziemnomorskich w Oranie zdobył dwa złote medale: w grze pojedynczej oraz w grze podwójnej, startując w parze z Matteo Arnaldim.
W rankingu gry pojedynczej najwyżej był na 111. miejscu (30 stycznia 2023), a w klasyfikacji gry podwójnej na 293. pozycji (26 września 2022).

### Zwycięstwa w turniejach ATP Challenger Tour

#### Gra pojedyncza
| Końcowy wynik | Nr | Data          | Turniej | Nawierzchnia | Przeciwnik    | Wynik finału  |
| ------------- | -- | ------------- | ------- | ------------ | ------------- | ------------- |
| Zwycięzca     | 1. | 24 lipca 2022 | Triest  | Ceglana      | Zhang Zhizhen | 4:6, 6:3, 6:3 |